# 潘尼延努尔
潘尼延努尔（Panniyannur），是印度喀拉拉邦Kannur县的一个城镇。总人口20860（2001年）。

## 人口
该地2001年总人口20860人，其中男性9560人，女性11300人；0—6岁人口2267人，其中男1180人，女1087人；识字率85.71%，其中男性为86.32%，女性为85.20%。